# Content ID
Content ID — це система цифрових відбитків пальців, розроблена Google, яка використовується для легкої ідентифікації захищеного авторським правом вмісту на YouTube і керування ним. Відео, завантажені на YouTube , порівнюються з аудіо та відеофайлами, зареєстрованими в системі Content ID власниками вмісту, шукаючи відповідності. Власники вмісту мають вибір: заблокувати відповідний вміст або монетизувати його. Система почала впроваджуватися приблизно у 2007 році. До 2016 року його розробка коштувала 60 мільйонів доларів і призвела до виплат правовласникам близько 2 мільярдів доларів. До 2018 року Google інвестував у систему щонайменше 100 мільйонів доларів.

## Огляд
Content ID  створює ідентифікаційний файл для захищеного авторським правом аудіо та відеоматеріалу та зберігає його в базі даних. Коли відео завантажується, воно перевіряється в базі даних і позначається як порушення авторських прав, якщо знайдено збіг. Коли це відбувається, власник вмісту має вибір: заблокувати відео, щоб зробити його недоступним для перегляду, відстежувати статистику переглядів відео або додавати рекламу до відео яке порушує авторські права, при цьому кошти автоматично надходять власнику вмісту.
Лише користувачі, які відповідають певним критеріям  можуть використовувати Content ID. Ці критерії ускладнюють використання Content ID без допомоги великого спонсора, обмежуючи його використання великими корпораціями на практиці.

## Контекст
Між 2007 і 2009 роками такі компанії, як Viacom, Mediaset і англійська Прем’єр-ліга, подали позови проти YouTube, стверджуючи, що він зробив занадто мало для запобігання завантаженню матеріалів, захищених авторським правом. Viacom вимагає 1 мільярдів долларів збитків, заявив, що виявив понад 150 000 неавторизованих кліпів свого матеріалу на YouTube, які переглянули «вражаючі 1,5 мільярд разів».
Під час того самого судового розгляду Viacom виграв судове рішення, яке вимагало від YouTube передати 12 терабайт даних  з детальним описом звичок перегляду кожного користувача, який переглядав відео на сайті. 18 березня 2014 року позов було врегульовано через сім років нерозголошеною угодою.

## Історія
У червні 2007 року YouTube почав випробування системи автоматичного виявлення завантажених відео, які порушують авторські права. Генеральний директор Google Ерік Шмідт вважав цю систему необхідною для вирішення судових позовів, подібних до судового процесу Viacom, який стверджував, що YouTube отримав прибуток від вмісту, який він не мав права поширювати. Система спочатку називалася «Video Identification» , а пізніше стала відомою як Content ID. До 2010 року YouTube «вже інвестував десятки мільйонів доларів у цю технологію». У 2011 році YouTube описав Content ID як «дуже точний у пошуку завантажень, схожих на еталонні файли, які мають достатню довжину та якість для створення ефективного файлу ідентифікатора».
До 2012 року на систему Content ID припадало понад третину монетизованих переглядів на YouTube.
У 2016 році Google заявив, що Content ID виплатила близько 2 мільярдів доларів власникам авторських прав (порівняно з приблизно 1 мільярдом доларів у 2014 році), а розробка коштувала 60 мільйонів доларів.
З середини 2018 року Google проводить бета-тестування нового інструменту під назвою Copyright Match, спрощеної версії Content ID із більш обмеженими параметрами, яка буде доступна користувачам із понад 100 000 переглядів. Однак, на відміну від системи Content ID, яка автоматично надсилає сповіщення про авторські права, за допомогою Copyright Match жодних дій не виконується, доки автор не вирішить це зробити.

## Судовий позов щодо торговельної марки
У 2006 році YouTube і компанія Audible Magic, що займається захистом контенту, підписали угоду про ліцензування використання власної технології ідентифікації контенту "Content ID". Коли Google купив YouTube у листопаді того ж року, ліцензія перейшла до Google. Угода була розірвана в 2009 році, але в 2014 році Google отримав торгову марку на власну реалізацію "Content ID". Того ж року Audible Magic подала до суду на Google на підставі того, що вони є власниками торгової марки "Content ID", а отже, те, що Google захистив їхню реалізацію торговим знаком, було шахрайством.

## Критика
Незалежний тест у 2009 році завантажив кілька версій однієї пісні на YouTube і зробив висновок, що хоча система виявилася «напрочуд стійкою» у виявленні порушень авторських прав у звукових доріжках відео, вона не була безпомилковою. Використання Content ID для автоматичного видалення матеріалів у деяких випадках призвело до суперечок, оскільки відео не було перевірено людиною на предмет добросовісного використання.
Якщо користувач YouTube не погоджується з рішенням Content ID, можна заповнити форму оскарження цього рішення. Однак ця претензія надсилається безпосередньо стороні, яка володіє передбачуваними авторськими правами, яка має остаточне рішення у справі, якщо не буде розпочато судовий позов. Якщо особа, яка повідомила про це, відхиляє свою претензію, канал отримує страйк. Якщо канал отримує три страйки, він видаляється з платформи. До 2016 року відео не монетизувалися, доки не буде вирішено спір.
У грудні 2013 року Google змінив спосіб роботи системи (мабуть, щоб охопити YouTube у разі судових позовів), що призвело до надсилання численних сповіщень про авторські права на створення вмісту на облікові записи YouTube. Ці повідомлення призвели до автоматичного перенаправлення доходів від реклами третім сторонам, які іноді не мали відношення до ігор.
З квітня 2016 року відео продовжують монетизувати, поки триває суперечка, і гроші переходять тому, хто виграв суперечку. Якщо користувач, який завантажив відео, захоче знову монетизувати відео, він може видалити спірне аудіо в «Менеджері відео». YouTube назвав ефективність Content ID однією з причин, чому правила сайту були змінені в грудні 2010 року, щоб дозволити деяким користувачам завантажувати відео необмеженої тривалості.
Музична індустрія розкритикувала Content ID як неефективну, а Universal Music Publishing Group (UMPG) у своїй заявці до Бюро авторських прав США за оцінками 2015 року, «що Content ID не ідентифікує понад 40 відсотків використання композицій UMPG на YouTube». Google заперечив ці твердження, заявивши, що (станом на 2016 рік) Content ID виявила понад 98% відомих порушень авторських прав на YouTube, а люди подають повідомлення про видалення лише у 2%.
У січні 2018 року користувач YouTube, який завантажив відео, створив генератор білого шуму, отримав сповіщення про авторські права щодо завантаженого ним відео, яке було створене за допомогою цього інструменту й тому містило лише білий шум.
У вересні 2018 року професор німецького університету завантажив відео з кількома виконаннями класичної музики, авторські права на які закінчилися, оскільки обидва композитори давно померли, а на виконання більше не поширюється авторське право. Після того, як він отримав кілька порушень авторських прав з боку YouTube, він міг скасувати більшість із них, але Deutsche Grammophon відмовився скасувати два з них, навіть якщо термін їх авторського права закінчився. В інших випадках сповіщення про порушення авторських прав навіть надсилалися користувачам, які завантажували відео, які грали класичну музику, що є суспільним надбанням. Sony Music заявляла про авторські права на понад 1100 композицій Йоганна Себастьяна Баха через ідентифікатор вмісту. Коментатори відзначили, що це також було на інших платформах, таких як Facebook.
У грудні 2018 року TheFatRat поскаржився, що Content ID віддав перевагу очевидному шахраю, який використовував автоматизовану систему, щоб заявити право власності на його вміст і таким чином вкрасти його дохід.
У квітні 2019 року WatchMojo — один із найбільших каналів YouTube із понад 20 мільйонами підписників і 15 мільярдами переглядів із великою бібліотекою відео, заснованих на принципах добросовісного використання — випустив відео, яке базується на його 10-річному досвіді управління претензіями та попередженнями через вміст. ID, щоб висвітлити випадки ймовірних зловживань. У наступному відео канал підрахував, що правовласники незаконно вимагали понад 2 мільярди доларів з 2014 по 2019 роки.

## Дивись також
- Акустичний відбиток
- Директива ЄС про авторське право на єдиному цифровому ринку
- Відбиток пальця (обчислення)
- Ідентифікаційний код носія (MID)

## Зовнішні посилання
- Як працює Content ID - Довідка YouTube